# Martina La Piana
Martina La Piana, née le 26 novembre 2001, est une boxeuse olympique italienne,. Elle remporte la médaille d'or aux Jeux olympiques de la jeunesse d'été de 2018 dans l'épreuve des poids  coq -51 kg chez les filles.

## Biographie

### Origines et Formation
Elle nait le 26 novembre 2001 à Catane dans la région de Sicile en Italie. Martina étudie au lycée sportif Vaccarini de la ville d’Etna. Avec une taille de 160 cm et un poids santé de 51 kg, elle se fait former à la salle de sport Fitbull de Catane sous les ordres des entraîneurs Giuseppe Platania et Giovanni Cavallaro.

### Carrière sportive
Martina est considérée comme l'espoir de la boxe féminine italienne. En 2018, elle est devenue double championne d’Europe des jeunes chez les moins de 51 kg,. Dans la même année, elle obtient la médaille d'or lors des Jeux Olympiques de la Jeunesse à Buenos Aires en battant la boxeuse nigériane  Adijat Gbadamosi. En 2019, elle remporte la médaille d'or aux  championnats d’Europe de la jeunesse à Sofia en Bulgarie.